# Харманли
Харманли́ (болг. Харманли) — город в Болгарии. Находится в Хасковской области, входит в общину Харманли. Население составляет 20 023 человека (2022).

## История
Турецкое селение Харманли возникло приблизительно в начале XVI века. В черте современного города не сохранилось свидетельств этого старого поселения, но близ окраины города обнаружены археологами артефакты времён неолита и Древнего Рима. Около 1510 года в Харманли был выстроен крупный караван-сарай у дороги из Стамбула в Белград, связывающей Азию с Европой, близ которого и поселилось турецкое население. Писатель Генчо Стоев, про местоположение города написал «Из Харманли незачем путешествовать — мир путешествует через него».
| Год  | Население |
| ---- | --------- |
| 1985 | 21 041    |
| 1992 | 21 349    |
| 2000 | 21 359    |
| 2005 | 19 198    |
| 2010 | 18 557    |

## Политическая ситуация
Кмет (мэр) общины Харманли — Мария Киркова (Граждане за европейское развитие Болгарии) по результатам выборов в правление общины.

## Фото

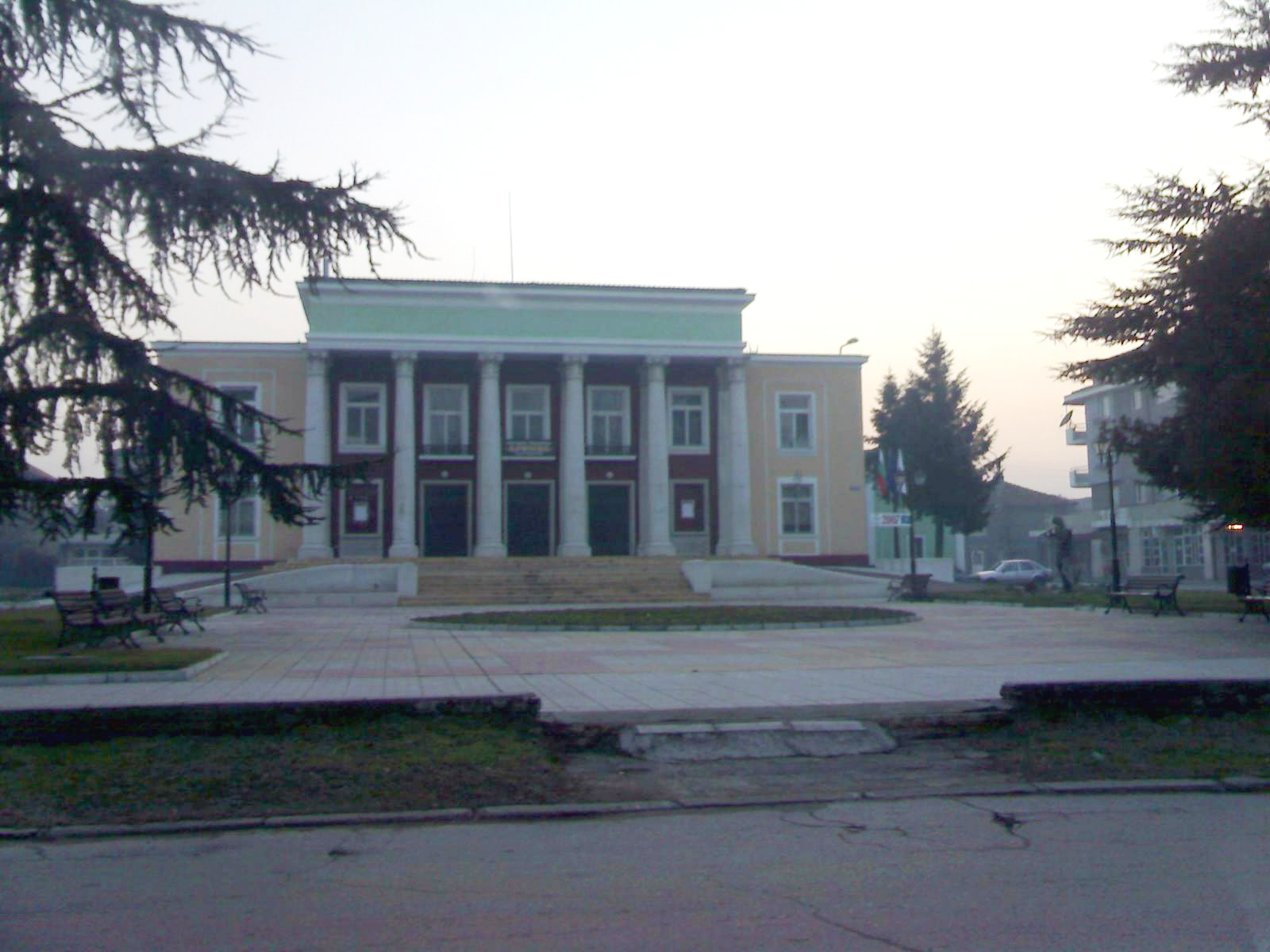
Дом культуры в Харманли

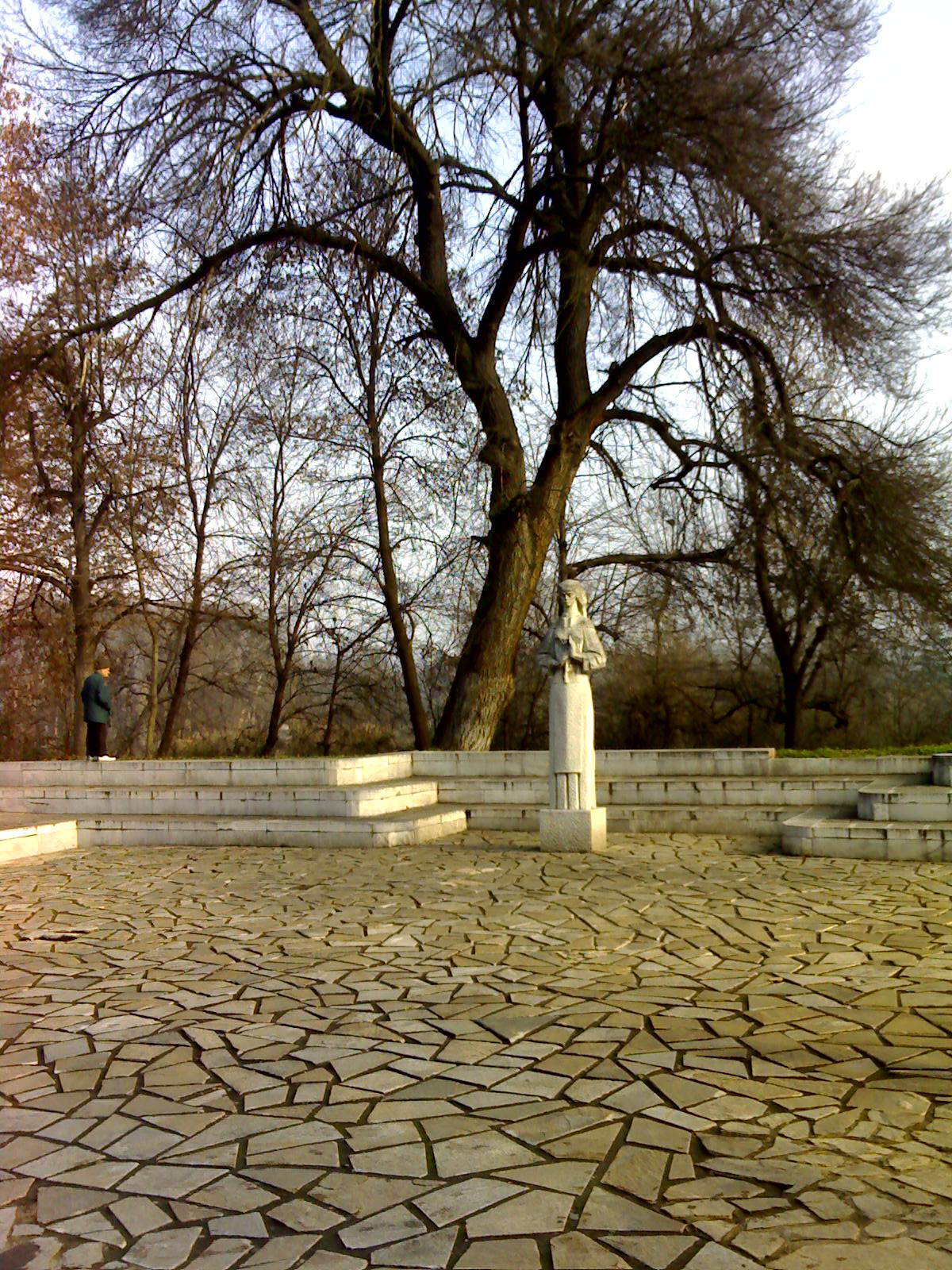
Источник Белонога